# Othenio Abel
Othenio Lothar Franz Abel (ur. 20 czerwca 1875 w Wiedniu; zm. 4 lipca 1946 w Mondsee) – austriacki paleontolog i biolog ewolucjonista.

## Życiorys
Syn Lothara Abela, architekta, i Mathildy Franziski Antonii Schneider. Uzyskał tytuł doktora na Uniwersytecie Wiedeńskim, po ukończeniu studiów prawniczych i ścisłych. Uczeń Eduarda Suessa. Specjalizował się w wymarłych kręgowcach oraz w paleoekologii. Wprowadził do nauki termin paleobiologia, który jest używany do dziś. Wprowadził także pojęcie i ideę inercji biologicznej, według której raz zapoczątkowane tendencje w rozwoju filogenetycznym organizmów utrzymują się potem w trakcie ich ewolucji siłą inercji. Koncepcja ta obecnie ma już znaczenie tylko historyczne.
W 1907 został profesorem nadzwyczajnym w Wiedniu, a w latach 1917-1934 był profesorem zwyczajnym paleontologii w Wiedniu. W latach 1932-1933 rektor Uniwersytetu WiedeńskiegoOd 15 stycznia 1927 członek korespondent Rosyjskiej Akademii Nauk . W latach 1935-1940 był profesorem na Uniwersytecie w Getyndze.
W 1901 poślubił Friederickę Dengg. Miał syna Wolfganga i córkę Elfriedę.